# TV-året 1987

## Händelser

### Februari
- 21 februari - Melodifestivalen vinns av Lotta Engberg med låten Fyra Bugg & en Coca Cola.

### Maj
- 9 maj - Eurovision Song Contest vinns av Johnny Logan från Irland med låten Hold Me Now.
- "The Prize" vinner TV-priset Rose d'Or, Helt apropå-gänget.

### Augusti
- 31 augusti - Sveriges Television omorganiserar och delar upp sig i Kanal 1, som sänder program från Stockholmsdistriktet, och TV2 som sänder program från de övriga distrikten. Aktuellt blir 45 minuter långt och får ny sändningstid, 21:30, och börjar sända nyheter kl. 15:00 och 17:00.

### December
- 31 december - Reklamfinansierade TV3 premiärsänder i det svenska kabelnätet [1]. Kanalen sänder från London via satellit [2], och bryter svenska statens TV-monopol [3] samt blir första svenskägda reklamfinansierade TV-kanalen.

### Okänt datum
- Statistik från Sveriges radios publik- och programforskning visar att 96 procent har tillgång till TV1 och TV2, 32 procent har tillgång till videobandspelare och 5 procent (359 500 personer) har kabel-TV hemma.

## TV-program
- 27 januari - Sovjetisk TV visar en TV-film om Olof Palme. Den sänds i SVT den 6 mars 1987.[4]

### Sveriges Television
- 10 januari – Kryzz med Arne Hegerfors och Björn Skifs
- 11 januari – Såpoperan Goda grannar med Peter Dalle, Anders Nyström, Meg Westergren, Helena Brodin med flera.
- 13 januari – Musikprogrammet Gig med Carin Hjulström
- 27 januari – Brittiska dramaserien Dalen bortom bergen (The Far Pavillions) med Ben Cross, Christopher Lee, John Gielgud med flera.
- 7 februari – Komediserien Bröderna Olsson med Klas Fahlén och Ulf Larsson
- 18 februari – Dramaserien Ondskans år Manus och regi Humberto López y Guerra med Åke Lindman, Marika Lindström med flera.
- 20 februari – Stina Lundberg intervjuar kändisar i Stina m.fl.
- 23 februari – Café Sundsvall med Gunnar Arvidson
- 28 februari – Premiär för barnserien Peta näsan med Mona Malm, Helge Skoog och Veronica Björnstrand.
- 2 mars – Musikprogrammet Daily Live med Anna-Lena Brundin och Lill-Marit Bugge
- 2 mars – TV-filmen Ängslans boningar har premiär.
- 5 mars – Miniserien Daghemmet Lyckan Regi Humberto López y Guerra med Maria Johansson och Tintin Anderzon
- 6 mars – Franska serien Makt och rikedom (Chateauvallon)
- 10 mars – Premiär för såpoperan Varuhuset med Sven Holmberg, Christina Schollin, Marika Lindström, Carl Billquist, Fillie Lyckow, Willie Andréason, Rico Rönnbäck, Heinz Hopf, Leif Ahrle, Henry Bronett, Monica Nielsen, Lena Endre, Bertil Norström, Inga Gill med flera.
- 16 mars – Miniserien Paganini från Saltängen med Pontus Gustafsson och Marie Richardson
- 4 april – Programledarna Bert Karlsson, Kristina Lugn och Jörn Donner intervjuar kända personer i Oförutsett
- 18 april – Allt ljus på mig!, dramaserie om Edvard Persson
- 24 april – Encyklopiaden i åtta delar med Måns Herngren
- 27 april – Cafe Wadköping från Örebro med Kristin Göthe och Bodil Westerlund
- 27 april – Brittiska kriminalserien Det svarta tornet (The Black Tower) med Roy Marsden som Adam Dalgliesh vid Scotland Yard
- 29 april – En hondjävuls liv och lustar efter Fay Weldons roman
- 2 maj – Ny omgång av Två och en flygel med Berndt Egerbladh
- 9 maj – Fragglarna i repris från 1984
- 15 maj – Lace I i repris från våren 1985
- 17 maj – Italienska miniserien Via Mala
- 23 maj – Amerikanska miniserien Mot rymden (Space)
- 28 maj – Dokumentärfilmen Shoah om förintelsen
- 29 maj – Miniserien Lace II
- 2 juni – Miniserien Mot alla vindar om Australiens historia i repris från 1980
- 6 juni – Komediserien Hej, jag heter Punky! (Punky Brewster)
- 8 juni – Repris av Krigets vindar (The Winds of War) från 1985 med Robert Mitchum med flera.
- 9 juni – Sherlock Holmes (The Adventures of Sherlock Holmes) med Jeremy Brett och David Burke
- 10 juni – Brittiska serien Onedinlinjen i repris från 1972
- 14 juni – Dramaserien Nord och Syd (North and South)
- 21 juni – Brittiska komediserien Javisst, herr minister (Yes, Prime Minister)
- 26 juni – Repris av Marco Polo från 1983
- 14 juli – Adrian Moles hemliga dagbok (The Secret Diary of Adrian Mole Aged 13 3/4)
- 31 augusti – Premiär för Björnes magasin
- 31 augusti – Premiär för deckarserien Par i brott (Moonlighting) med Bruce Willis och Cybill Shepherd
- 1 september – Frågeleken Lekande lätt med Kjell Lönnå
- 1 september – Saxofonhallicken av Lars Molin med Eva Gröndahl och Allan Svensson
- 2 september – Dramaserien Svenska hjärtan med Sten Ljunggren, Solveig Ternström med flera.
- 2 september – Den sjungande detektiven av Dennis Potter
- 4 september – Amerikanska dramaserien Lagens änglar (LA Law)
- 5 september – Premiär för frågesporten På spåret med Ingvar Oldsberg
- 5 september – Premiär för Kurt Olssons television med Lasse Brandeby
- 7 september – Frågesportprogrammet Lagt kort ligger med Magnus Härenstam
- 9 september – Debattprogrammet Forum med Siewert Öholm
- 10 september – Musikprogrammet Listan med Staffan Dopping och Annika Jankell
- 11 september – Frankensteins faster med bland andra Viveca Lindfors. Svenska röster Jan Blomberg, Catharina Alinder, Allan Svensson, Tor Isedal, Thorsten Flinck, Gunnel Fred, Philip Zandén med flera.
- 11 september – Ny omgång av frågesporten Femettan med Staffan Ling
- 3 oktober – Ny omgång av Jacobs stege
- 12 oktober – Premiär för en serie deckare av Stieg Trenter med Stig Grybe och Örjan Ramberg
- 12 oktober – Café Sundsvall med Gunnar Arvidson
- 13 oktober – Titties salong med Kim Anderzon
- 16 oktober – Premiär för direktsända familjeunderhållningen Loffe på Cirkus med Janne ”Loffe” Carlsson
- 17 oktober – Ny omgång av Solstollarna med inbjudna gäster
- 18 oktober – Premiär för nyhetsmagasinet 8 dagar med Erik Arnér
- 20 oktober – Pjäsen Damorkestern med Claire Wikholm, Anita Björk, Harriet Andersson, Marie Richardson och Ingvar Kjellson
- 25 oktober – Ungdomsprogrammet Bullen med Martin Timell och Cissi Elwin
- 21 november – Brittiska kriminalserien Kommissarie Morse
- 23 november – Svenska ungdomsserien Hästens öga
- 24 november – Pjäsen Komedianter av Lars Norén med Lena Olin, Reine Brynolfsson, Lennart Hjulström med flera.
- 1 december – Årets julkalender är Marias barn.[5]
- 8 december – Frågesporten Supersvararna med Lars-Gunnar Björklund
- 8 december – Pär Lagerkvists Han som fick leva om sitt liv med Björn Granath
- 20 december – Repris från 1986 av Kurt Olssons television med Lasse Brandeby
- 21 december – Macken med Galenskaparna och After Shave i repris från hösten 1986
- 26 december – Ny omgång av kriminalserien Spanarna på Hill Street
- 27 december – Magasinet Kura skymning med Ulf Schenkmanis

### Syndikering
- 5 december - Serieavslutning, She-Ra: Princess of Power.
- 18 september - Seriestart, Ducktales
- 11 november - Serieavslutning, The Transformers
- 28 december - 1987 års tecknade TV-serie om Teenage Mutant Ninja Turtles har premiär i USA med avsnittet Turtle Tracks.[6]

## Födda
- 2 juni - Darin Zanyar, svensk dokusåpadeltagare, medverkade i Idol 2004.

### Fotnoter
1. ↑  20:e århundrades När Var Hur, Bernt Himmelstedt, Forum, 1999
2. ↑  Hundra år i Sverige, Hans Dahlberg, Albert Bonniers, 1999
3. ↑  Sverige 1900-talet, NE, Bra Böcker, 2000
4. ↑   Horisont 1987. Bertmarks
5. ↑  ”Jultradition”. Arkiverad från originalet den 25 april 2012. https://web.archive.org/web/20120425112719/http://www.jultradition.se/tv.htm. Läst 26 mars 2011.
6. ↑  ”TV.com”. Arkiverad från originalet den 4 juni 2011. https://web.archive.org/web/20110604111422/http://www.tv.com/teenage-mutant-ninja-turtles-1987/turtle-tracks/episode/45510/summary.html?tag=ep_guide;summary. Läst 2 februari 2011.